# Бібліотека імені Івана Сергієнка для дітей
Бібліотека імені І. В. Сергієнка для дітей Дніпровського району м. Києва.

## Адреса
02098, Київ, вул. Шумського, 4-а

М. «Лівобережна» авт. № 87
Працює: понеділок — п'ятниця — з 10-00 до 18-00;
субота — з 10-00 до 17-00;
неділя — вихідний;
останній день місяця — санітарний.
https://web.archive.org/web/20120313054310/http://dniprolib.com.ua/lib0/liblib/20-lib17.html

## Характеристика
Площа приміщення — 407,2кв.м. Бібліотечний фонд — 22479 примірників. Кількість читачів — 3000. Кількість відвідувань — 21000. Кількість книговидач — 60000

## Історія бібліотеки
Бібліотека заснована в 1956 році. У 1965 році їй присвоєно ім'я керівника київського підпільного обкому партії, Героя Радянського Союзу Івана Сергієнка. Під гаслом «Бібліотека — діловий партнер» бібліотека активно працює зі школами мікрорайону та дитячими закладами.
У бібліотеці працює ляльковий театр «Книга і лялька», який допомагає заохотити дошкільнят та молодших учнів до читання.
У 2013 році встановлено мережу Wi-Fi.